# Llista de topònims de la Granadella
Llista de topònims (noms propis de lloc) del municipi de La Granadella, a les Garrigues
Informació actualitzada per un bot. Els canvis manuals es perdran quan s'actualitzi!

## cabana
| imatge | Nom                               | Ubicat a      | instància de | Detalls       | coordenades                                                                   | Protecció | Commons (més fotos) | Dades a WD                    |
| ------ | --------------------------------- | ------------- | ------------ | ------------- | ----------------------------------------------------------------------------- | --------- | ------------------- | ----------------------------- |
|        | Erola del Seté                    | la Granadella | cabana       |               | 41° 20′ 28″ N, 0° 41′ 21″ E / 41.3412288998205°N,0.689174405368979°E          |           |                     | Modifica les dades a Wikidata |
|        | Mas de Noguers                    | la Granadella | cabana       |               | 41° 21′ 05″ N, 0° 37′ 14″ E / 41.3514132367578°N,0.620587428905595°E          |           |                     | Modifica les dades a Wikidata |
|        | Mas de l’Arbonés                  | la Granadella | cabana       |               | 41° 19′ 56″ N, 0° 41′ 46″ E / 41.332227146907°N,0.69610787731076°E            |           |                     | Modifica les dades a Wikidata |
|        | cabana del Guiu                   | la Granadella | cabana       |               | 41° 22′ 45″ N, 0° 42′ 43″ E / 41.3792943787694°N,0.711850364554072°E          |           |                     | Modifica les dades a Wikidata |
|        | cobert del Vidal                  | la Granadella | cabana       |               | 41° 21′ 53″ N, 0° 43′ 28″ E / 41.3647466850247°N,0.724471087577946°E          |           |                     | Modifica les dades a Wikidata |
|        | corral de Magí                    | la Granadella | cabana       |               | 41° 21′ 05″ N, 0° 36′ 08″ E / 41.3513450240821°N,0.602122905424818°E          |           |                     | Modifica les dades a Wikidata |
|        | corral de Puigdellívol            | la Granadella | cabana       |               | 41° 24′ 10″ N, 0° 38′ 02″ E / 41.4026859915155°N,0.634016646942162°E          |           |                     | Modifica les dades a Wikidata |
|        | corral de l'Auplé                 | la Granadella | cabana       |               | 41° 23′ 24″ N, 0° 40′ 51″ E / 41.3900653451658°N,0.680771346838954°E          |           |                     | Modifica les dades a Wikidata |
|        | corral de la Roja                 | la Granadella | cabana       |               | 41° 22′ 53″ N, 0° 40′ 06″ E / 41.381483546006°N,0.668376665798032°E           |           |                     | Modifica les dades a Wikidata |
|        | corral de la Sénia                | la Granadella | cabana       |               | 41° 22′ 55″ N, 0° 36′ 51″ E / 41.3819558864774°N,0.614116466052853°E          |           |                     | Modifica les dades a Wikidata |
|        | corral del Baptista Pere Torroja  | la Granadella | cabana       |               | 41° 22′ 35″ N, 0° 39′ 25″ E / 41.3764219748073°N,0.656863184536248°E          |           |                     | Modifica les dades a Wikidata |
|        | corral del Bep de Caletro         | la Granadella | cabana       |               | 41° 22′ 59″ N, 0° 37′ 46″ E / 41.3831918891538°N,0.629461992540983°E          |           |                     | Modifica les dades a Wikidata |
|        | corral del Bruno                  | la Granadella | cabana       |               | 41° 24′ 32″ N, 0° 37′ 49″ E / 41.4087505707839°N,0.630231447073371°E          |           |                     | Modifica les dades a Wikidata |
|        | corral del Clara                  | la Granadella | cabana       |               | 41° 23′ 35″ N, 0° 37′ 15″ E / 41.3931094864217°N,0.620800981988879°E          |           |                     | Modifica les dades a Wikidata |
|        | corral del Ferrera                | la Granadella | cabana       | Estat: ruïnós | 41° 23′ 55″ N, 0° 39′ 41″ E / 41.3985250006619°N,0.661320142293535°E 415 msnm |           |                     | Modifica les dades a Wikidata |
|        | corral del Mencior                | la Granadella | cabana       |               | 41° 22′ 51″ N, 0° 38′ 24″ E / 41.3807039944139°N,0.639872288256658°E          |           |                     | Modifica les dades a Wikidata |
|        | corral del Pastoret               | la Granadella | cabana       |               | 41° 23′ 39″ N, 0° 37′ 43″ E / 41.394083872064°N,0.628731200443°E              |           |                     | Modifica les dades a Wikidata |
|        | corral del Pei                    | la Granadella | cabana       |               | 41° 21′ 39″ N, 0° 37′ 22″ E / 41.3608047819441°N,0.622648043697522°E          |           |                     | Modifica les dades a Wikidata |
|        | corral del Pelaio del Nando       | la Granadella | cabana       |               | 41° 23′ 52″ N, 0° 38′ 36″ E / 41.3976970616716°N,0.643264343185641°E          |           |                     | Modifica les dades a Wikidata |
|        | corral del Xipilla                | la Granadella | cabana       |               | 41° 21′ 43″ N, 0° 37′ 06″ E / 41.362074302403°N,0.618274201528927°E           |           |                     | Modifica les dades a Wikidata |
|        | era de Colau                      | la Granadella | cabana       |               | 41° 21′ 44″ N, 0° 39′ 56″ E / 41.3622504396058°N,0.665525057983737°E          |           |                     | Modifica les dades a Wikidata |
|        | era de l'Arbonés                  | la Granadella | cabana       |               | 41° 19′ 57″ N, 0° 42′ 15″ E / 41.3325962567563°N,0.70426109066958°E           |           |                     | Modifica les dades a Wikidata |
|        | era de l'Esteve del Pla           | la Granadella | cabana       |               | 41° 21′ 38″ N, 0° 39′ 29″ E / 41.3605382315787°N,0.657947355835611°E          |           |                     | Modifica les dades a Wikidata |
|        | era de l'Hereu                    | la Granadella | cabana       |               | 41° 21′ 44″ N, 0° 39′ 52″ E / 41.3621848251142°N,0.664511245962305°E          |           |                     | Modifica les dades a Wikidata |
|        | era de l'Hostaler                 | la Granadella | cabana       |               | 41° 21′ 07″ N, 0° 39′ 43″ E / 41.3519984765691°N,0.661863408259967°E          |           |                     | Modifica les dades a Wikidata |
|        | era de la Font de l'Hereu         | la Granadella | cabana       |               | 41° 20′ 47″ N, 0° 41′ 32″ E / 41.3464394498415°N,0.692097596945686°E          |           |                     | Modifica les dades a Wikidata |
|        | era del Bep de Caletro            | la Granadella | cabana       |               | 41° 21′ 40″ N, 0° 39′ 59″ E / 41.3612348111059°N,0.666517743718301°E          |           |                     | Modifica les dades a Wikidata |
|        | era del Cendrós                   | la Granadella | cabana       |               | 41° 21′ 44″ N, 0° 40′ 14″ E / 41.3622546130926°N,0.670617661546041°E          |           |                     | Modifica les dades a Wikidata |
|        | era del Corrono                   | la Granadella | cabana       |               | 41° 21′ 43″ N, 0° 39′ 45″ E / 41.3619025089071°N,0.662584675782606°E          |           |                     | Modifica les dades a Wikidata |
|        | era del Donat                     | la Granadella | cabana       |               | 41° 21′ 44″ N, 0° 39′ 18″ E / 41.3621557879195°N,0.655115818466399°E          |           |                     | Modifica les dades a Wikidata |
|        | era del Garrut                    | la Granadella | cabana       |               | 41° 22′ 24″ N, 0° 37′ 53″ E / 41.3733307586713°N,0.631267004186984°E          |           |                     | Modifica les dades a Wikidata |
|        | era del Joanet de Magí            | la Granadella | cabana       |               | 41° 21′ 45″ N, 0° 38′ 26″ E / 41.362523992694°N,0.640529636216921°E           |           |                     | Modifica les dades a Wikidata |
|        | era del Josep Beà                 | la Granadella | cabana       |               | 41° 19′ 27″ N, 0° 41′ 50″ E / 41.3242065049437°N,0.697279470444668°E          |           |                     | Modifica les dades a Wikidata |
|        | era del Manuel Prats              | la Granadella | cabana       |               | 41° 19′ 48″ N, 0° 41′ 26″ E / 41.3300584598565°N,0.690417751165473°E          |           |                     | Modifica les dades a Wikidata |
|        | era del Masot                     | la Granadella | cabana       |               | 41° 19′ 58″ N, 0° 36′ 17″ E / 41.3326724945565°N,0.604636401513295°E          |           |                     | Modifica les dades a Wikidata |
|        | era del Matevo                    | la Granadella | cabana       |               | 41° 21′ 13″ N, 0° 39′ 50″ E / 41.3537261637099°N,0.664000951173606°E          |           |                     | Modifica les dades a Wikidata |
|        | era del Matuvidal                 | la Granadella | cabana       |               | 41° 23′ 55″ N, 0° 38′ 35″ E / 41.398610160286°N,0.642992110086379°E           |           |                     | Modifica les dades a Wikidata |
|        | era del Nando                     | la Granadella | cabana       |               | 41° 21′ 04″ N, 0° 39′ 49″ E / 41.3512063793067°N,0.663660777885712°E          |           |                     | Modifica les dades a Wikidata |
|        | era del Panes                     | la Granadella | cabana       |               | 41° 21′ 03″ N, 0° 39′ 51″ E / 41.3508667728696°N,0.664234704379537°E          |           |                     | Modifica les dades a Wikidata |
|        | era del Patican                   | la Granadella | cabana       |               | 41° 24′ 20″ N, 0° 38′ 09″ E / 41.4055590704481°N,0.635766591813421°E          |           |                     | Modifica les dades a Wikidata |
|        | era del Paticant                  | la Granadella | cabana       |               | 41° 19′ 15″ N, 0° 35′ 48″ E / 41.3208446711439°N,0.596766520040232°E          |           |                     | Modifica les dades a Wikidata |
|        | era del Pei                       | la Granadella | cabana       |               | 41° 21′ 36″ N, 0° 40′ 04″ E / 41.3600011927092°N,0.667864863160998°E          |           |                     | Modifica les dades a Wikidata |
|        | era del Piquer                    | la Granadella | cabana       |               | 41° 23′ 08″ N, 0° 42′ 24″ E / 41.3855953814085°N,0.706690237447541°E          |           |                     | Modifica les dades a Wikidata |
|        | era del Roca                      | la Granadella | cabana       |               | 41° 20′ 57″ N, 0° 39′ 56″ E / 41.3491367093544°N,0.665527672037452°E          |           |                     | Modifica les dades a Wikidata |
|        | era del Sabateret                 | la Granadella | cabana       |               | 41° 21′ 04″ N, 0° 40′ 56″ E / 41.351174466236°N,0.682117031828027°E           |           |                     | Modifica les dades a Wikidata |
|        | era del Sec                       | la Granadella | cabana       |               | 41° 21′ 36″ N, 0° 40′ 08″ E / 41.3601103252341°N,0.668805364719463°E          |           |                     | Modifica les dades a Wikidata |
|        | era del Tanet                     | la Granadella | cabana       |               | 41° 21′ 02″ N, 0° 40′ 14″ E / 41.3504449218934°N,0.67052493380176°E           |           |                     | Modifica les dades a Wikidata |
|        | era del Ventura                   | la Granadella | cabana       |               | 41° 20′ 56″ N, 0° 41′ 01″ E / 41.3489530207333°N,0.683618199856775°E          |           |                     | Modifica les dades a Wikidata |
|        | era del Xipilla                   | la Granadella | cabana       |               | 41° 21′ 22″ N, 0° 40′ 05″ E / 41.3561675914665°N,0.668025688724791°E          |           |                     | Modifica les dades a Wikidata |
|        | les Tres Eres                     | la Granadella | cabana       |               | 41° 21′ 32″ N, 0° 39′ 34″ E / 41.3589011693837°N,0.659380809551173°E          |           |                     | Modifica les dades a Wikidata |
|        | pallissa de Ruera                 | la Granadella | cabana       |               | 41° 21′ 01″ N, 0° 39′ 55″ E / 41.3502308549014°N,0.665297323445181°E          |           |                     | Modifica les dades a Wikidata |
|        | pallissa de la Cabana de la Volta | la Granadella | cabana       |               | 41° 21′ 17″ N, 0° 37′ 31″ E / 41.3547641482837°N,0.62540208856663°E           |           |                     | Modifica les dades a Wikidata |
|        | pallissa del Cabaler              | la Granadella | cabana       |               | 41° 21′ 09″ N, 0° 39′ 36″ E / 41.3523908926682°N,0.659901019911727°E          |           |                     | Modifica les dades a Wikidata |
|        | pallissa del Casat                | la Granadella | cabana       |               | 41° 21′ 11″ N, 0° 39′ 40″ E / 41.3529841396164°N,0.661170698826132°E          |           |                     | Modifica les dades a Wikidata |
|        | pallissa del Cisquillo            | la Granadella | cabana       |               | 41° 21′ 52″ N, 0° 39′ 37″ E / 41.3645143199135°N,0.660363131030148°E          |           |                     | Modifica les dades a Wikidata |
|        | pallissa del Conrado del Grande   | la Granadella | cabana       |               | 41° 21′ 30″ N, 0° 39′ 27″ E / 41.3584331731968°N,0.657628377875802°E          |           |                     | Modifica les dades a Wikidata |
|        | pallissa del Lluís de la Paula    | la Granadella | cabana       |               | 41° 21′ 13″ N, 0° 39′ 38″ E / 41.3534828173751°N,0.660447600726829°E          |           |                     | Modifica les dades a Wikidata |
|        | pallissa del Marxant              | la Granadella | cabana       |               | 41° 21′ 29″ N, 0° 39′ 31″ E / 41.3581473548966°N,0.658630817726164°E          |           |                     | Modifica les dades a Wikidata |
|        | pallissa del Matevó               | la Granadella | cabana       |               | 41° 20′ 33″ N, 0° 41′ 45″ E / 41.342534062782°N,0.695868736521457°E           |           |                     | Modifica les dades a Wikidata |
|        | pallissa del Pere de la Bessona   | la Granadella | cabana       |               | 41° 21′ 54″ N, 0° 39′ 35″ E / 41.3649154451268°N,0.659715123972438°E          |           |                     | Modifica les dades a Wikidata |
|        | pallissa del Ramonet de l'Hostal  | la Granadella | cabana       |               | 41° 21′ 14″ N, 0° 39′ 37″ E / 41.3538749370567°N,0.660242300812866°E          |           |                     | Modifica les dades a Wikidata |
|        | pallissa del Senos                | la Granadella | cabana       |               | 41° 20′ 54″ N, 0° 40′ 09″ E / 41.3481952518852°N,0.669290418976601°E          |           |                     | Modifica les dades a Wikidata |
|        | pallissa del Vilà                 | la Granadella | cabana       |               | 41° 21′ 38″ N, 0° 39′ 21″ E / 41.3604306972586°N,0.655763544841774°E          |           |                     | Modifica les dades a Wikidata |

## casa
| imatge | Nom               | Ubicat a      | instància de | Detalls                                  | coordenades                                                                        | Protecció                                  | Commons (més fotos)               | Dades a WD                    |
| ------ | ----------------- | ------------- | ------------ | ---------------------------------------- | ---------------------------------------------------------------------------------- | ------------------------------------------ | --------------------------------- | ----------------------------- |
|        | Caixa de Pensions | la Granadella | casa oficina | Estil: arquitectura popular 16th century | 41° 21′ 20″ N, 0° 39′ 55″ E / 41.35555°N,0.66529°E ca:Plaça de la Vila, 5 525 msnm | bé integrant del patrimoni cultural català | Caixa de Pensions (la Granadella) | Modifica les dades a Wikidata |
|        | Cal Valentí       | la Granadella | casa         | Estil: arquitectura popular 16th century | 41° 21′ 28″ N, 0° 39′ 51″ E / 41.35766°N,0.66411°E ca:Trav. Mònica, 1 519 msnm     | bé integrant del patrimoni cultural català | Cal Valentí (la Granadella)       | Modifica les dades a Wikidata |
|        | Casa Colau        | la Granadella | casa         | Estil: noucentisme 20th century          | 41° 21′ 20″ N, 0° 39′ 55″ E / 41.3555°N,0.66536°E ca:Pl. de la Vila, 6 525 msnm    | bé integrant del patrimoni cultural català | Casa Colau                        | Modifica les dades a Wikidata |

## cova
| imatge | Nom                 | Ubicat a      | instància de | Detalls | coordenades                                                          | Protecció | Commons (més fotos) | Dades a WD                    |
| ------ | ------------------- | ------------- | ------------ | ------- | -------------------------------------------------------------------- | --------- | ------------------- | ----------------------------- |
|        | cova de Martí       | la Granadella | cova         |         | 41° 23′ 23″ N, 0° 38′ 57″ E / 41.3897993394058°N,0.649039312324656°E |           |                     | Modifica les dades a Wikidata |
|        | cova de l'Aran      | la Granadella | cova         |         | 41° 22′ 16″ N, 0° 40′ 58″ E / 41.3711105448828°N,0.682772196039466°E |           |                     | Modifica les dades a Wikidata |
|        | cova de la Roja     | la Granadella | cova         |         | 41° 23′ 00″ N, 0° 40′ 11″ E / 41.383224577936°N,0.669845151417916°E  |           |                     | Modifica les dades a Wikidata |
|        | cova del Bertolí    | la Granadella | cova         |         | 41° 22′ 12″ N, 0° 42′ 32″ E / 41.3698677900595°N,0.70885701892935°E  |           |                     | Modifica les dades a Wikidata |
|        | cova del Climent    | la Granadella | cova         |         | 41° 22′ 41″ N, 0° 39′ 45″ E / 41.378103729554°N,0.662494666301262°E  |           |                     | Modifica les dades a Wikidata |
|        | cova del Gori       | la Granadella | cova         |         | 41° 20′ 43″ N, 0° 37′ 55″ E / 41.345416211932°N,0.632004613617652°E  |           |                     | Modifica les dades a Wikidata |
|        | cova del Moro       | la Granadella | cova         |         | 41° 19′ 34″ N, 0° 41′ 41″ E / 41.3261018177106°N,0.694775270060061°E |           |                     | Modifica les dades a Wikidata |
|        | cova del Pau Vinyes | la Granadella | cova         |         | 41° 23′ 13″ N, 0° 41′ 59″ E / 41.3869865437617°N,0.699680961823058°E |           |                     | Modifica les dades a Wikidata |

## edifici
| imatge | Nom                             | Ubicat a      | instància de                                | Detalls                         | coordenades | Protecció                                  | Commons (més fotos)                      | Dades a WD                    |
| ------ | ------------------------------- | ------------- | ------------------------------------------- | ------------------------------- | --- | ------------------------------------------ | ---------------------------------------- | ----------------------------- |
|        | Centre d'Esquerres              | la Granadella | edifici                                     | Estil: arquitectura barroca     | 41° 21′ 23″ N, 0° 39′ 51″ E / 41.356388888889°N,0.66416666666667°E ca:Carrer Emili Pujol, 5                           | bé integrant del patrimoni cultural català |                                          | Modifica les dades a Wikidata |
|        | Cooperativa de Sant Antoni Abat | la Granadella | edifici cooperativa agrícola molí Ús: trull | Estil: noucentisme              | 41° 21′ 22″ N, 0° 39′ 45″ E / 41.35603°N,0.66242°E ca:Plaça de Joan Perucho, 4, 25177, la Granadella, Lleida 519 msnm | bé cultural d'interès local                | Cooperativa Agrícola de Sant Antoni Abad | Modifica les dades a Wikidata |
|        | Institut l'Olivera              | la Granadella | edifici edifici escolar                     | Estil: noucentisme 20th century | 41° 21′ 24″ N, 0° 39′ 43″ E / 41.35667°N,0.66208°E ca:Pl. Escoles, 4 524 msnm                                         | bé integrant del patrimoni cultural català | IES l'Olivera                            | Modifica les dades a Wikidata |

## església
| imatge | Nom                                    | Ubicat a      | instància de | Detalls                                  | coordenades                                                                           | Protecció                                  | Commons (més fotos)                    | Dades a WD                    |
| ------ | -------------------------------------- | ------------- | ------------ | ---------------------------------------- | ------------------------------------------------------------------------------------- | ------------------------------------------ | -------------------------------------- | ----------------------------- |
|        | Convent de la Mare de Déu de Gràcia    | la Granadella | església     | Estil: arquitectura popular              | 41° 21′ 26″ N, 0° 39′ 48″ E / 41.35734°N,0.66337°E                                    | bé cultural d'interès local                |                                        | Modifica les dades a Wikidata |
|        | Sant Antoni de la Granadella           | la Granadella | església     | Estil: arquitectura popular 17th century | 41° 21′ 45″ N, 0° 40′ 11″ E / 41.36263°N,0.66959°E ca:Partida de Sant Antoni 524 msnm | bé integrant del patrimoni cultural català | Sant Antoni de la Granadella           | Modifica les dades a Wikidata |
|        | Santa Maria de Gràcia de la Granadella | la Granadella | església     | Estil: arquitectura barroca              | 41° 21′ 18″ N, 0° 39′ 56″ E / 41.35502°N,0.66564°E 527 msnm                           | bé cultural d'interès nacional             | Santa Maria de Gràcia de la Granadella | Modifica les dades a Wikidata |

## font
| imatge | Nom             | Ubicat a      | instància de | Detalls | coordenades                                                          | Protecció | Commons (més fotos) | Dades a WD                    |
| ------ | --------------- | ------------- | ------------ | ------- | -------------------------------------------------------------------- | --------- | ------------------- | ----------------------------- |
|        | font d'Almatret | la Granadella | font         |         | 41° 23′ 08″ N, 0° 39′ 31″ E / 41.38542014804°N,0.658656755399414°E   |           |                     | Modifica les dades a Wikidata |
|        | font de Satorre | la Granadella | font         |         | 41° 23′ 02″ N, 0° 39′ 03″ E / 41.3839523504953°N,0.650720967528274°E |           |                     | Modifica les dades a Wikidata |
|        | font de l'Hereu | la Granadella | font         |         | 41° 20′ 41″ N, 0° 41′ 31″ E / 41.344755765717°N,0.69208062264158°E   |           |                     | Modifica les dades a Wikidata |

## granja
| imatge | Nom                   | Ubicat a      | instància de | Detalls | coordenades                                                          | Protecció | Commons (més fotos) | Dades a WD                    |
| ------ | --------------------- | ------------- | ------------ | ------- | -------------------------------------------------------------------- | --------- | ------------------- | ----------------------------- |
|        | Granges de la Serra   | la Granadella | granja       |         | 41° 22′ 14″ N, 0° 39′ 32″ E / 41.370627371449°N,0.658912504956855°E  |           |                     | Modifica les dades a Wikidata |
|        | Granges del Nando     | la Granadella | granja       |         | 41° 20′ 58″ N, 0° 39′ 41″ E / 41.349421772648°N,0.661381931869991°E  |           |                     | Modifica les dades a Wikidata |
|        | Granja del Botiguer   | la Granadella | granja       |         | 41° 20′ 51″ N, 0° 40′ 57″ E / 41.3474344299849°N,0.682452936025581°E |           |                     | Modifica les dades a Wikidata |
|        | Granja del Cotxero    | la Granadella | granja       |         | 41° 21′ 39″ N, 0° 39′ 54″ E / 41.3607151025622°N,0.664874638141753°E |           |                     | Modifica les dades a Wikidata |
|        | Granja del Manelet    | la Granadella | granja       |         | 41° 21′ 13″ N, 0° 39′ 53″ E / 41.3535154689875°N,0.66471372724806°E  |           |                     | Modifica les dades a Wikidata |
|        | Granja del Mantuvidal | la Granadella | granja       |         | 41° 21′ 16″ N, 0° 40′ 10″ E / 41.3544518114763°N,0.669581132705662°E |           |                     | Modifica les dades a Wikidata |
|        | Granja del Nando      | la Granadella | granja       |         | 41° 21′ 18″ N, 0° 39′ 44″ E / 41.3550867315339°N,0.662254884986784°E |           |                     | Modifica les dades a Wikidata |
|        | Granja del Pastoret   | la Granadella | granja       |         | 41° 21′ 19″ N, 0° 40′ 08″ E / 41.3552241807082°N,0.669027614453148°E |           |                     | Modifica les dades a Wikidata |
|        | Granja del Xulic      | la Granadella | granja       |         | 41° 21′ 14″ N, 0° 39′ 53″ E / 41.3539092946092°N,0.66459206477853°E  |           |                     | Modifica les dades a Wikidata |
|        | Molí del Ton del Vi   | la Granadella | granja       |         | 41° 21′ 40″ N, 0° 39′ 50″ E / 41.3611989786073°N,0.663865098302306°E |           |                     | Modifica les dades a Wikidata |
|        | la Teuleria           | la Granadella | granja       |         | 41° 21′ 32″ N, 0° 39′ 18″ E / 41.3589909028756°N,0.654942581474523°E |           |                     | Modifica les dades a Wikidata |

## jaciment arqueològic
| imatge | Nom                    | Ubicat a      | instància de         | Detalls | coordenades                                          | Protecció                                  | Commons (més fotos) | Dades a WD                    |
| ------ | ---------------------- | ------------- | -------------------- | ------- | ---------------------------------------------------- | ------------------------------------------ | ------------------- | ----------------------------- |
|        | Coll de Montés         | la Granadella | jaciment arqueològic |         | 41° 21′ 06″ N, 0° 37′ 42″ E / 41.351574°N,0.628387°E | bé integrant del patrimoni cultural català |                     | Modifica les dades a Wikidata |
|        | Font de l'Hereu        | la Granadella | jaciment arqueològic |         | 41° 20′ 46″ N, 0° 41′ 25″ E / 41.346144°N,0.690399°E |                                            |                     | Modifica les dades a Wikidata |
|        | Vall de les Escorres I | la Granadella | jaciment arqueològic |         | 41° 23′ 15″ N, 0° 36′ 07″ E / 41.387539°N,0.601953°E |                                            |                     | Modifica les dades a Wikidata |

## masia
| imatge | Nom                                    | Ubicat a      | instància de | Detalls | coordenades                                                          | Protecció | Commons (més fotos) | Dades a WD                    |
| ------ | -------------------------------------- | ------------- | ------------ | ------- | -------------------------------------------------------------------- | --------- | ------------------- | ----------------------------- |
|        | Mas de Barrull                         | la Granadella | masia        |         | 41° 22′ 42″ N, 0° 36′ 39″ E / 41.378221487228°N,0.61078129712531°E   |           |                     | Modifica les dades a Wikidata |
|        | Mas de Biosca                          | la Granadella | masia        |         | 41° 23′ 22″ N, 0° 40′ 12″ E / 41.3894438953183°N,0.670077449721846°E |           |                     | Modifica les dades a Wikidata |
|        | Mas de Colau                           | la Granadella | masia        |         | 41° 19′ 35″ N, 0° 35′ 15″ E / 41.3264331020835°N,0.587504356620626°E |           |                     | Modifica les dades a Wikidata |
|        | Mas de Corrona                         | la Granadella | masia        |         | 41° 21′ 58″ N, 0° 35′ 44″ E / 41.366198243695°N,0.5956794734818°E    |           |                     | Modifica les dades a Wikidata |
|        | Mas de Ferran                          | la Granadella | masia        |         | 41° 21′ 48″ N, 0° 36′ 44″ E / 41.3633432073567°N,0.612142833313132°E |           |                     | Modifica les dades a Wikidata |
|        | Mas de Joan de l'Andreu                | la Granadella | masia        |         | 41° 21′ 52″ N, 0° 36′ 11″ E / 41.3645023379694°N,0.602918867822264°E |           |                     | Modifica les dades a Wikidata |
|        | Mas de Lleixets                        | la Granadella | masia        |         | 41° 22′ 00″ N, 0° 38′ 30″ E / 41.3667109111764°N,0.641789061866116°E |           |                     | Modifica les dades a Wikidata |
|        | Mas de Magrinyà                        | la Granadella | masia        |         | 41° 24′ 08″ N, 0° 39′ 29″ E / 41.4022670868129°N,0.657992013984909°E |           |                     | Modifica les dades a Wikidata |
|        | Mas de Magí                            | la Granadella | masia        |         | 41° 20′ 29″ N, 0° 42′ 13″ E / 41.3413081706018°N,0.703476961647429°E |           |                     | Modifica les dades a Wikidata |
|        | Mas de Martí                           | la Granadella | masia        |         | 41° 23′ 25″ N, 0° 38′ 56″ E / 41.3901946077627°N,0.648989184839285°E |           |                     | Modifica les dades a Wikidata |
|        | Mas de Mateuó                          | la Granadella | masia        |         | 41° 19′ 03″ N, 0° 41′ 38″ E / 41.3176068136187°N,0.693796478971799°E |           |                     | Modifica les dades a Wikidata |
|        | Mas de Matevó                          | la Granadella | masia        |         | 41° 21′ 55″ N, 0° 38′ 40″ E / 41.3651824753428°N,0.644558137303206°E |           |                     | Modifica les dades a Wikidata |
|        | Mas de Matuvidal                       | la Granadella | masia        |         | 41° 21′ 14″ N, 0° 36′ 06″ E / 41.3539459954438°N,0.601597086920027°E |           |                     | Modifica les dades a Wikidata |
|        | Mas de Miquel de Matuvidal             | la Granadella | masia        |         | 41° 23′ 47″ N, 0° 38′ 40″ E / 41.3963416136096°N,0.644365905072305°E |           |                     | Modifica les dades a Wikidata |
|        | Mas de Miquel de Sarroca               | la Granadella | masia        |         | 41° 22′ 25″ N, 0° 36′ 27″ E / 41.37364711867°N,0.60736176538621°E    |           |                     | Modifica les dades a Wikidata |
|        | Mas de Moià                            | la Granadella | masia        |         | 41° 23′ 08″ N, 0° 39′ 26″ E / 41.3854276756517°N,0.657257275288098°E |           |                     | Modifica les dades a Wikidata |
|        | Mas de Moneàs                          | la Granadella | masia        |         | 41° 22′ 03″ N, 0° 39′ 04″ E / 41.3675668659388°N,0.651047770748017°E |           |                     | Modifica les dades a Wikidata |
|        | Mas de Mossèn Jaume                    | la Granadella | masia        |         | 41° 20′ 54″ N, 0° 36′ 46″ E / 41.3482721860698°N,0.612873165964436°E |           |                     | Modifica les dades a Wikidata |
|        | Mas de Pei                             | la Granadella | masia        |         | 41° 22′ 17″ N, 0° 35′ 38″ E / 41.3714005276479°N,0.593817768722689°E |           |                     | Modifica les dades a Wikidata |
|        | Mas de Pere Franc                      | la Granadella | masia        |         | 41° 21′ 43″ N, 0° 39′ 02″ E / 41.3618836393648°N,0.650606703635179°E |           |                     | Modifica les dades a Wikidata |
|        | Mas de Pinyol                          | la Granadella | masia        |         | 41° 24′ 23″ N, 0° 38′ 17″ E / 41.4063352277883°N,0.638035312932952°E |           |                     | Modifica les dades a Wikidata |
|        | Mas de Puigdellívol                    | la Granadella | masia        |         | 41° 24′ 07″ N, 0° 38′ 10″ E / 41.4019910157057°N,0.636135232186756°E |           |                     | Modifica les dades a Wikidata |
|        | Mas de Ruer                            | la Granadella | masia        |         | 41° 21′ 02″ N, 0° 36′ 04″ E / 41.3504388882434°N,0.600996773774659°E |           |                     | Modifica les dades a Wikidata |
|        | Mas de Ruera                           | la Granadella | masia        |         | 41° 21′ 39″ N, 0° 38′ 00″ E / 41.3607392323717°N,0.633445341371861°E |           |                     | Modifica les dades a Wikidata |
|        | Mas de Segarra                         | la Granadella | masia        |         | 41° 21′ 00″ N, 0° 37′ 18″ E / 41.3500132350681°N,0.621702207411946°E |           |                     | Modifica les dades a Wikidata |
|        | Mas de Simeó                           | la Granadella | masia        |         | 41° 24′ 05″ N, 0° 40′ 25″ E / 41.4013132368808°N,0.673564897515315°E |           |                     | Modifica les dades a Wikidata |
|        | Mas de Tanet                           | la Granadella | masia        |         | 41° 20′ 29″ N, 0° 42′ 29″ E / 41.3414974492441°N,0.707999758655293°E |           |                     | Modifica les dades a Wikidata |
|        | Mas de Xumaco                          | la Granadella | masia        |         | 41° 23′ 30″ N, 0° 39′ 53″ E / 41.3916694906685°N,0.664795248943634°E |           |                     | Modifica les dades a Wikidata |
|        | Mas de l'Abella                        | la Granadella | masia        |         | 41° 21′ 37″ N, 0° 42′ 50″ E / 41.360359614372°N,0.713984460798759°E  |           |                     | Modifica les dades a Wikidata |
|        | Mas de l'Abril                         | la Granadella | masia        |         | 41° 21′ 56″ N, 0° 37′ 15″ E / 41.3655304027625°N,0.620766330843316°E |           |                     | Modifica les dades a Wikidata |
|        | Mas de l'Aleix de Ferran               | la Granadella | masia        |         | 41° 21′ 38″ N, 0° 38′ 32″ E / 41.3605683024049°N,0.642226122868699°E |           |                     | Modifica les dades a Wikidata |
|        | Mas de l'Alfredo del Jani              | la Granadella | masia        |         | 41° 23′ 32″ N, 0° 38′ 36″ E / 41.3923505810123°N,0.643433639718021°E |           |                     | Modifica les dades a Wikidata |
|        | Mas de l'Angeleta                      | la Granadella | masia        |         | 41° 22′ 21″ N, 0° 42′ 57″ E / 41.3725717075369°N,0.715744845180097°E |           |                     | Modifica les dades a Wikidata |
|        | Mas de l'Anna                          | la Granadella | masia        |         | 41° 23′ 47″ N, 0° 40′ 57″ E / 41.3963675756783°N,0.682437065458338°E |           |                     | Modifica les dades a Wikidata |
|        | Mas de l'Apotecari                     | la Granadella | masia        |         | 41° 22′ 00″ N, 0° 38′ 51″ E / 41.3665466528519°N,0.647402163141367°E |           |                     | Modifica les dades a Wikidata |
|        | Mas de l'Aran                          | la Granadella | masia        |         | 41° 23′ 46″ N, 0° 38′ 33″ E / 41.395986992653°N,0.64242474929324°E   |           |                     | Modifica les dades a Wikidata |
|        | Mas de l'Arturo l'Hostaler             | la Granadella | masia        |         | 41° 20′ 31″ N, 0° 42′ 10″ E / 41.3418326973797°N,0.702681702115719°E |           |                     | Modifica les dades a Wikidata |
|        | Mas de l'Enric del Todillo             | la Granadella | masia        |         | 41° 23′ 15″ N, 0° 37′ 43″ E / 41.3875255408576°N,0.628658693617029°E |           |                     | Modifica les dades a Wikidata |
|        | Mas de l'Esparter                      | la Granadella | masia        |         | 41° 23′ 06″ N, 0° 37′ 45″ E / 41.385128726093°N,0.62904479938072°E   |           |                     | Modifica les dades a Wikidata |
|        | Mas de l'Estanc                        | la Granadella | masia        |         | 41° 22′ 23″ N, 0° 42′ 45″ E / 41.3729197126309°N,0.712408667711629°E |           |                     | Modifica les dades a Wikidata |
|        | Mas de l'Estanis                       | la Granadella | masia        |         | 41° 22′ 01″ N, 0° 38′ 49″ E / 41.3668771684051°N,0.646828335736386°E |           |                     | Modifica les dades a Wikidata |
|        | Mas de l'Esteve                        | la Granadella | masia        |         | 41° 21′ 57″ N, 0° 42′ 16″ E / 41.365719413234°N,0.70449050796366°E   |           |                     | Modifica les dades a Wikidata |
|        | Mas de l'Esteve Pla                    | la Granadella | masia        |         | 41° 21′ 11″ N, 0° 37′ 54″ E / 41.3531834420342°N,0.631734949761332°E |           |                     | Modifica les dades a Wikidata |
|        | Mas de l'Estudiant                     | la Granadella | masia        |         | 41° 24′ 06″ N, 0° 40′ 56″ E / 41.4015607077546°N,0.68225247249452°E  |           |                     | Modifica les dades a Wikidata |
|        | Mas de l'Hereu                         | la Granadella | masia        |         | 41° 22′ 44″ N, 0° 41′ 36″ E / 41.379004700729°N,0.69326114561088°E   |           |                     | Modifica les dades a Wikidata |
|        | Mas de l'Hort de Miquel                | la Granadella | masia        |         | 41° 21′ 32″ N, 0° 39′ 01″ E / 41.3587802897056°N,0.650359746390591°E |           |                     | Modifica les dades a Wikidata |
|        | Mas de l'Hostal                        | la Granadella | masia        |         | 41° 22′ 28″ N, 0° 35′ 12″ E / 41.3743597263605°N,0.586749711045848°E |           |                     | Modifica les dades a Wikidata |
|        | Mas de l'Ignasi Tarragó                | la Granadella | masia        |         | 41° 22′ 38″ N, 0° 39′ 53″ E / 41.3772860770511°N,0.664807853351538°E |           |                     | Modifica les dades a Wikidata |
|        | Mas de l'Isidret                       | la Granadella | masia        |         | 41° 21′ 01″ N, 0° 36′ 30″ E / 41.3503945999876°N,0.60838509176647°E  |           |                     | Modifica les dades a Wikidata |
|        | Mas de l'Olivera                       | la Granadella | masia        |         | 41° 22′ 58″ N, 0° 41′ 09″ E / 41.3828894319221°N,0.685809914078536°E |           |                     | Modifica les dades a Wikidata |
|        | Mas de l'Àngel                         | la Granadella | masia        |         | 41° 24′ 22″ N, 0° 38′ 53″ E / 41.406009260153°N,0.64804365191527°E   |           |                     | Modifica les dades a Wikidata |
|        | Mas de l'Àngel del Miquel del Moix     | la Granadella | masia        |         | 41° 24′ 50″ N, 0° 38′ 13″ E / 41.4137962345257°N,0.636891519454941°E |           |                     | Modifica les dades a Wikidata |
|        | Mas de la Cabana                       | la Granadella | masia        |         | 41° 21′ 17″ N, 0° 37′ 22″ E / 41.3546264007899°N,0.622657821931772°E |           |                     | Modifica les dades a Wikidata |
|        | Mas de la Casota                       | la Granadella | masia        |         | 41° 20′ 15″ N, 0° 36′ 00″ E / 41.3375677961822°N,0.600107071469741°E |           |                     | Modifica les dades a Wikidata |
|        | Mas de la Lleixetes                    | la Granadella | masia        |         | 41° 22′ 48″ N, 0° 35′ 51″ E / 41.3799639202639°N,0.597603566228769°E |           |                     | Modifica les dades a Wikidata |
|        | Mas de la Maria Rosa                   | la Granadella | masia        |         | 41° 24′ 14″ N, 0° 39′ 59″ E / 41.4039336321315°N,0.666425491424078°E |           |                     | Modifica les dades a Wikidata |
|        | Mas de la Mosseta                      | la Granadella | masia        |         | 41° 21′ 01″ N, 0° 36′ 52″ E / 41.350257863811°N,0.614378329962617°E  |           |                     | Modifica les dades a Wikidata |
|        | Mas de la Pepita del Sereno            | la Granadella | masia        |         | 41° 22′ 10″ N, 0° 36′ 03″ E / 41.3695403401598°N,0.600916522069254°E |           |                     | Modifica les dades a Wikidata |
|        | Mas de la Sénia                        | la Granadella | masia        |         | 41° 22′ 54″ N, 0° 37′ 05″ E / 41.3816749076434°N,0.617941447217785°E |           |                     | Modifica les dades a Wikidata |
|        | Mas de la Tia Rosa                     | la Granadella | masia        |         | 41° 20′ 50″ N, 0° 36′ 59″ E / 41.3471225035462°N,0.616500777905789°E |           |                     | Modifica les dades a Wikidata |
|        | Mas de la Volanta                      | la Granadella | masia        |         | 41° 24′ 14″ N, 0° 39′ 16″ E / 41.4037789837454°N,0.654396820390664°E |           |                     | Modifica les dades a Wikidata |
|        | Mas de les Lleixetes                   | la Granadella | masia        |         | 41° 21′ 43″ N, 0° 39′ 58″ E / 41.3618573104529°N,0.666124897577249°E |           |                     | Modifica les dades a Wikidata |
|        | Mas de les Tapiades del Macià          | la Granadella | masia        |         | 41° 22′ 57″ N, 0° 39′ 09″ E / 41.3826022104341°N,0.652527491645951°E |           |                     | Modifica les dades a Wikidata |
|        | Mas del Baldomar                       | la Granadella | masia        |         | 41° 20′ 52″ N, 0° 36′ 38″ E / 41.3477891085864°N,0.610428687046511°E |           |                     | Modifica les dades a Wikidata |
|        | Mas del Balons                         | la Granadella | masia        |         | 41° 20′ 42″ N, 0° 36′ 55″ E / 41.3448883227771°N,0.615172011741772°E |           |                     | Modifica les dades a Wikidata |
|        | Mas del Baptista Jumpau                | la Granadella | masia        |         | 41° 22′ 35″ N, 0° 39′ 01″ E / 41.3764221707434°N,0.6502507343968°E   |           |                     | Modifica les dades a Wikidata |
|        | Mas del Baptista Pere Torroja          | la Granadella | masia        |         | 41° 22′ 31″ N, 0° 39′ 12″ E / 41.3752873690327°N,0.653340680929602°E |           |                     | Modifica les dades a Wikidata |
|        | Mas del Bartomeu                       | la Granadella | masia        |         | 41° 22′ 47″ N, 0° 39′ 23″ E / 41.3796016793132°N,0.656438090013926°E |           |                     | Modifica les dades a Wikidata |
|        | Mas del Batista del Sec                | la Granadella | masia        |         | 41° 23′ 02″ N, 0° 36′ 53″ E / 41.3838612151514°N,0.61478822334548°E  |           |                     | Modifica les dades a Wikidata |
|        | Mas del Benito                         | la Granadella | masia        |         | 41° 21′ 40″ N, 0° 36′ 34″ E / 41.3610076901433°N,0.609406987202064°E |           |                     | Modifica les dades a Wikidata |
|        | Mas del Bep de Caletro                 | la Granadella | masia        |         | 41° 21′ 23″ N, 0° 37′ 07″ E / 41.3565128724685°N,0.618500971464636°E |           |                     | Modifica les dades a Wikidata |
|        | Mas del Bep de l'Oli                   | la Granadella | masia        |         | 41° 22′ 48″ N, 0° 42′ 27″ E / 41.3798936996994°N,0.707572263835479°E |           |                     | Modifica les dades a Wikidata |
|        | Mas del Bernat                         | la Granadella | masia        |         | 41° 23′ 14″ N, 0° 39′ 47″ E / 41.387204044571°N,0.663113373495415°E  |           |                     | Modifica les dades a Wikidata |
|        | Mas del Beà                            | la Granadella | masia        |         | 41° 22′ 28″ N, 0° 40′ 53″ E / 41.3744231569806°N,0.681339297627877°E |           |                     | Modifica les dades a Wikidata |
|        | Mas del Blanco                         | la Granadella | masia        |         | 41° 21′ 06″ N, 0° 38′ 14″ E / 41.3517644714353°N,0.637189097740069°E |           |                     | Modifica les dades a Wikidata |
|        | Mas del Boli                           | la Granadella | masia        |         | 41° 23′ 03″ N, 0° 41′ 34″ E / 41.3842247692174°N,0.692650855386189°E |           |                     | Modifica les dades a Wikidata |
|        | Mas del Boteta                         | la Granadella | masia        |         | 41° 22′ 44″ N, 0° 39′ 57″ E / 41.3788535083619°N,0.665708385583188°E |           |                     | Modifica les dades a Wikidata |
|        | Mas del Botiguer                       | la Granadella | masia        |         | 41° 21′ 27″ N, 0° 37′ 47″ E / 41.3574589967907°N,0.629858522805232°E |           |                     | Modifica les dades a Wikidata |
|        | Mas del Boverí                         | la Granadella | masia        |         | 41° 21′ 44″ N, 0° 37′ 33″ E / 41.36231878997°N,0.62570898598508°E    |           |                     | Modifica les dades a Wikidata |
|        | Mas del Bruno                          | la Granadella | masia        |         | 41° 22′ 34″ N, 0° 35′ 39″ E / 41.3760816169066°N,0.594135409356512°E |           |                     | Modifica les dades a Wikidata |
|        | Mas del Cabaler                        | la Granadella | masia        |         | 41° 23′ 22″ N, 0° 37′ 29″ E / 41.389318216649°N,0.62472637478606°E   |           |                     | Modifica les dades a Wikidata |
|        | Mas del Cabreta                        | la Granadella | masia        |         | 41° 24′ 15″ N, 0° 39′ 23″ E / 41.404069248844°N,0.656264485712369°E  |           |                     | Modifica les dades a Wikidata |
|        | Mas del Caimet                         | la Granadella | masia        |         | 41° 21′ 49″ N, 0° 43′ 30″ E / 41.3634768782077°N,0.724933776042163°E |           |                     | Modifica les dades a Wikidata |
|        | Mas del Camperol                       | la Granadella | masia        |         | 41° 21′ 44″ N, 0° 36′ 12″ E / 41.3622388767633°N,0.603217163760668°E |           |                     | Modifica les dades a Wikidata |
|        | Mas del Canana                         | la Granadella | masia        |         | 41° 23′ 06″ N, 0° 36′ 13″ E / 41.3851304127688°N,0.603488442708618°E |           |                     | Modifica les dades a Wikidata |
|        | Mas del Carlos de Monarca              | la Granadella | masia        |         | 41° 21′ 58″ N, 0° 41′ 21″ E / 41.3660627642624°N,0.689287824461115°E |           |                     | Modifica les dades a Wikidata |
|        | Mas del Carolina                       | la Granadella | masia        |         | 41° 20′ 57″ N, 0° 36′ 34″ E / 41.3490477291016°N,0.609450358578255°E |           |                     | Modifica les dades a Wikidata |
|        | Mas del Casat                          | la Granadella | masia        |         | 41° 21′ 29″ N, 0° 38′ 14″ E / 41.3581671571255°N,0.637136730586284°E |           |                     | Modifica les dades a Wikidata |
|        | Mas del Catxot                         | la Granadella | masia        |         | 41° 22′ 31″ N, 0° 39′ 36″ E / 41.3752702075965°N,0.660013412134126°E |           |                     | Modifica les dades a Wikidata |
|        | Mas del Cilet                          | la Granadella | masia        |         | 41° 21′ 20″ N, 0° 43′ 02″ E / 41.3556043679733°N,0.717175205449506°E |           |                     | Modifica les dades a Wikidata |
|        | Mas del Cintet                         | la Granadella | masia        |         | 41° 19′ 57″ N, 0° 36′ 43″ E / 41.3325296631398°N,0.612062155935577°E |           |                     | Modifica les dades a Wikidata |
|        | Mas del Cinto del Sénio                | la Granadella | masia        |         | 41° 22′ 23″ N, 0° 39′ 34″ E / 41.3731802389965°N,0.65955029461543°E  |           |                     | Modifica les dades a Wikidata |
|        | Mas del Cisquet                        | la Granadella | masia        |         | 41° 22′ 16″ N, 0° 37′ 22″ E / 41.3710365649747°N,0.622657980219905°E |           |                     | Modifica les dades a Wikidata |
|        | Mas del Cisquillo                      | la Granadella | masia        |         | 41° 21′ 07″ N, 0° 37′ 31″ E / 41.3520614559603°N,0.625368878245798°E |           |                     | Modifica les dades a Wikidata |
|        | Mas del Clara                          | la Granadella | masia        |         | 41° 23′ 35″ N, 0° 37′ 14″ E / 41.3930568217946°N,0.620432130354555°E |           |                     | Modifica les dades a Wikidata |
|        | Mas del Colga                          | la Granadella | masia        |         | 41° 20′ 07″ N, 0° 40′ 08″ E / 41.3352817030221°N,0.66895040801279°E  |           |                     | Modifica les dades a Wikidata |
|        | Mas del Col·lector                     | la Granadella | masia        |         | 41° 21′ 05″ N, 0° 38′ 23″ E / 41.3512667210626°N,0.639705234797218°E |           |                     | Modifica les dades a Wikidata |
|        | Mas del Conrado                        | la Granadella | masia        |         | 41° 21′ 17″ N, 0° 41′ 22″ E / 41.354608106369°N,0.68934179541366°E   |           |                     | Modifica les dades a Wikidata |
|        | Mas del Conrado del Grande             | la Granadella | masia        |         | 41° 21′ 12″ N, 0° 41′ 25″ E / 41.3533383230145°N,0.690287944859166°E |           |                     | Modifica les dades a Wikidata |
|        | Mas del Corrono                        | la Granadella | masia        |         | 41° 21′ 47″ N, 0° 38′ 18″ E / 41.3631451267892°N,0.638319431408647°E |           |                     | Modifica les dades a Wikidata |
|        | Mas del Cristòfol                      | la Granadella | masia        |         | 41° 22′ 45″ N, 0° 38′ 29″ E / 41.3791523523331°N,0.641506857067198°E |           |                     | Modifica les dades a Wikidata |
|        | Mas del Deseo                          | la Granadella | masia        |         | 41° 21′ 41″ N, 0° 37′ 12″ E / 41.3612829093477°N,0.620072351269479°E |           |                     | Modifica les dades a Wikidata |
|        | Mas del Dida                           | la Granadella | masia        |         | 41° 23′ 03″ N, 0° 42′ 44″ E / 41.3841918419187°N,0.71219283020362°E  |           |                     | Modifica les dades a Wikidata |
|        | Mas del Donat                          | la Granadella | masia        |         | 41° 21′ 53″ N, 0° 36′ 53″ E / 41.3648287145533°N,0.614718645907106°E |           |                     | Modifica les dades a Wikidata |
|        | Mas del Droguer                        | la Granadella | masia        |         | 41° 21′ 51″ N, 0° 41′ 40″ E / 41.3642189036759°N,0.694350365669889°E |           |                     | Modifica les dades a Wikidata |
|        | Mas del Facundo Jaumet                 | la Granadella | masia        |         | 41° 20′ 29″ N, 0° 38′ 42″ E / 41.3414504927564°N,0.645031506000255°E |           |                     | Modifica les dades a Wikidata |
|        | Mas del Fanxec                         | la Granadella | masia        |         | 41° 20′ 26″ N, 0° 39′ 09″ E / 41.3404323081104°N,0.652501602469329°E |           |                     | Modifica les dades a Wikidata |
|        | Mas del Ferrer                         | la Granadella | masia        |         | 41° 21′ 33″ N, 0° 37′ 21″ E / 41.3591516266887°N,0.622409382711159°E |           |                     | Modifica les dades a Wikidata |
|        | Mas del Flanxo                         | la Granadella | masia        |         | 41° 20′ 10″ N, 0° 42′ 33″ E / 41.336089625398°N,0.70911664482742°E   |           |                     | Modifica les dades a Wikidata |
|        | Mas del Forn                           | la Granadella | masia        |         | 41° 19′ 08″ N, 0° 42′ 54″ E / 41.3189822870119°N,0.714882090661779°E |           |                     | Modifica les dades a Wikidata |
|        | Mas del Franquet                       | la Granadella | masia        |         | 41° 21′ 22″ N, 0° 37′ 21″ E / 41.3559896963768°N,0.622381070631063°E |           |                     | Modifica les dades a Wikidata |
|        | Mas del Gabriel                        | la Granadella | masia        |         | 41° 20′ 50″ N, 0° 40′ 28″ E / 41.3470924395763°N,0.674433291197313°E |           |                     | Modifica les dades a Wikidata |
|        | Mas del Garrut                         | la Granadella | masia        |         | 41° 22′ 27″ N, 0° 37′ 52″ E / 41.3742090614154°N,0.631055769161431°E |           |                     | Modifica les dades a Wikidata |
|        | Mas del Gatano del Pastoret            | la Granadella | masia        |         | 41° 20′ 17″ N, 0° 39′ 19″ E / 41.337938365053°N,0.655196378638793°E  |           |                     | Modifica les dades a Wikidata |
|        | Mas del Genaro                         | la Granadella | masia        |         | 41° 23′ 03″ N, 0° 37′ 18″ E / 41.3841900396303°N,0.621532915786064°E |           |                     | Modifica les dades a Wikidata |
|        | Mas del Geni                           | la Granadella | masia        |         | 41° 22′ 52″ N, 0° 39′ 06″ E / 41.3811329524704°N,0.651587821475135°E |           |                     | Modifica les dades a Wikidata |
|        | Mas del Gori                           | la Granadella | masia        |         | 41° 20′ 39″ N, 0° 38′ 03″ E / 41.3440854108221°N,0.634299726137024°E |           |                     | Modifica les dades a Wikidata |
|        | Mas del Grande                         | la Granadella | masia        |         | 41° 21′ 27″ N, 0° 35′ 54″ E / 41.3574268521514°N,0.59834927708889°E  |           |                     | Modifica les dades a Wikidata |
|        | Mas del Gravadet                       | la Granadella | masia        |         | 41° 21′ 09″ N, 0° 38′ 40″ E / 41.3526339101028°N,0.644448987414264°E |           |                     | Modifica les dades a Wikidata |
|        | Mas del Guiu                           | la Granadella | masia        |         | 41° 21′ 23″ N, 0° 38′ 16″ E / 41.356264826025°N,0.63788269333922°E   |           |                     | Modifica les dades a Wikidata |
|        | Mas del Jaumet                         | la Granadella | masia        |         | 41° 20′ 31″ N, 0° 37′ 47″ E / 41.3418492550204°N,0.629803451416416°E |           |                     | Modifica les dades a Wikidata |
|        | Mas del Joanaco                        | la Granadella | masia        |         | 41° 24′ 46″ N, 0° 43′ 42″ E / 41.4127940412914°N,0.728393502714197°E |           |                     | Modifica les dades a Wikidata |
|        | Mas del Joanet                         | la Granadella | masia        |         | 41° 20′ 05″ N, 0° 35′ 44″ E / 41.334674487281°N,0.59564475126437°E   |           |                     | Modifica les dades a Wikidata |
|        | Mas del Josep Mitger                   | la Granadella | masia        |         | 41° 23′ 32″ N, 0° 38′ 27″ E / 41.392101861035°N,0.640966851684255°E  |           |                     | Modifica les dades a Wikidata |
|        | Mas del Juanaco                        | la Granadella | masia        |         | 41° 21′ 03″ N, 0° 38′ 27″ E / 41.3507198118146°N,0.640705118742822°E |           |                     | Modifica les dades a Wikidata |
|        | Mas del Juanito Catxot                 | la Granadella | masia        |         | 41° 21′ 01″ N, 0° 41′ 25″ E / 41.3502490432281°N,0.690289619929994°E |           |                     | Modifica les dades a Wikidata |
|        | Mas del Juanito Gatxot                 | la Granadella | masia        |         | 41° 23′ 04″ N, 0° 38′ 16″ E / 41.3845675400647°N,0.637663626842762°E |           |                     | Modifica les dades a Wikidata |
|        | Mas del Jumpau                         | la Granadella | masia        |         | 41° 23′ 04″ N, 0° 37′ 12″ E / 41.3844031233393°N,0.620078128157729°E |           |                     | Modifica les dades a Wikidata |
|        | Mas del Lluco                          | la Granadella | masia        |         | 41° 21′ 06″ N, 0° 35′ 27″ E / 41.3517839050606°N,0.590799423603263°E |           |                     | Modifica les dades a Wikidata |
|        | Mas del Macià                          | la Granadella | masia        |         | 41° 23′ 22″ N, 0° 41′ 51″ E / 41.389574708364°N,0.69759238815613°E   |           |                     | Modifica les dades a Wikidata |
|        | Mas del Manelet                        | la Granadella | masia        |         | 41° 23′ 05″ N, 0° 37′ 28″ E / 41.3846922846768°N,0.624480407274327°E |           |                     | Modifica les dades a Wikidata |
|        | Mas del Manet                          | la Granadella | masia        |         | 41° 20′ 52″ N, 0° 37′ 09″ E / 41.347770929514°N,0.61906668203661°E   |           |                     | Modifica les dades a Wikidata |
|        | Mas del Manivell                       | la Granadella | masia        |         | 41° 21′ 03″ N, 0° 36′ 49″ E / 41.3508617591171°N,0.613531537271166°E |           |                     | Modifica les dades a Wikidata |
|        | Mas del Manolo                         | la Granadella | masia        |         | 41° 23′ 10″ N, 0° 40′ 57″ E / 41.3860496855743°N,0.682624288944984°E |           |                     | Modifica les dades a Wikidata |
|        | Mas del Mansio                         | la Granadella | masia        |         | 41° 23′ 50″ N, 0° 38′ 51″ E / 41.3973582479432°N,0.647391254469939°E |           |                     | Modifica les dades a Wikidata |
|        | Mas del Mariano                        | la Granadella | masia        |         | 41° 22′ 27″ N, 0° 42′ 31″ E / 41.3741844299473°N,0.708526121910328°E |           |                     | Modifica les dades a Wikidata |
|        | Mas del Mariano Biosca                 | la Granadella | masia        |         | 41° 22′ 18″ N, 0° 38′ 23″ E / 41.3717289694877°N,0.639658836952688°E |           |                     | Modifica les dades a Wikidata |
|        | Mas del Martí                          | la Granadella | masia        |         | 41° 21′ 53″ N, 0° 39′ 59″ E / 41.3647373368562°N,0.666464280605845°E |           |                     | Modifica les dades a Wikidata |
|        | Mas del Mateu Vidal                    | la Granadella | masia        |         | 41° 23′ 38″ N, 0° 39′ 20″ E / 41.3938604725988°N,0.65561477047381°E  |           |                     | Modifica les dades a Wikidata |
|        | Mas del Mateu de Pedrol                | la Granadella | masia        |         | 41° 22′ 47″ N, 0° 36′ 04″ E / 41.3797225070483°N,0.601140050047084°E |           |                     | Modifica les dades a Wikidata |
|        | Mas del Matevó                         | la Granadella | masia        |         | 41° 23′ 02″ N, 0° 41′ 33″ E / 41.383925121451°N,0.692529906504563°E  |           |                     | Modifica les dades a Wikidata |
|        | Mas del Matuvidal                      | la Granadella | masia        |         | 41° 21′ 20″ N, 0° 37′ 45″ E / 41.3555559594291°N,0.629294058346469°E |           |                     | Modifica les dades a Wikidata |
|        | Mas del Mencior                        | la Granadella | masia        |         | 41° 22′ 46″ N, 0° 38′ 17″ E / 41.3794392757932°N,0.637933019301955°E |           |                     | Modifica les dades a Wikidata |
|        | Mas del Menotx                         | la Granadella | masia        |         | 41° 24′ 04″ N, 0° 38′ 12″ E / 41.4011188496257°N,0.636645332038811°E |           |                     | Modifica les dades a Wikidata |
|        | Mas del Merequildo                     | la Granadella | masia        |         | 41° 22′ 49″ N, 0° 43′ 02″ E / 41.3801684076911°N,0.717308506230101°E |           |                     | Modifica les dades a Wikidata |
|        | Mas del Metge de l'Ametlla             | la Granadella | masia        |         | 41° 21′ 13″ N, 0° 35′ 26″ E / 41.3535413424104°N,0.590423807762236°E |           |                     | Modifica les dades a Wikidata |
|        | Mas del Miquel de l'Escambell          | la Granadella | masia        |         | 41° 21′ 29″ N, 0° 36′ 45″ E / 41.3581802772978°N,0.612475103743011°E |           |                     | Modifica les dades a Wikidata |
|        | Mas del Miquel del Moix                | la Granadella | masia        |         | 41° 24′ 00″ N, 0° 41′ 11″ E / 41.3999621435998°N,0.686507876214675°E |           |                     | Modifica les dades a Wikidata |
|        | Mas del Miquel del Pastoret            | la Granadella | masia        |         | 41° 21′ 23″ N, 0° 36′ 54″ E / 41.3562710926692°N,0.615091041103641°E |           |                     | Modifica les dades a Wikidata |
|        | Mas del Miquelet de l'Aleix            | la Granadella | masia        |         | 41° 23′ 05″ N, 0° 37′ 07″ E / 41.3846004155861°N,0.618731537428828°E |           |                     | Modifica les dades a Wikidata |
|        | Mas del Miquelito                      | la Granadella | masia        |         | 41° 22′ 31″ N, 0° 41′ 20″ E / 41.3753146093187°N,0.688936337795924°E |           |                     | Modifica les dades a Wikidata |
|        | Mas del Mília                          | la Granadella | masia        |         | 41° 20′ 38″ N, 0° 42′ 58″ E / 41.3438631534357°N,0.715995974757769°E |           |                     | Modifica les dades a Wikidata |
|        | Mas del Navàs                          | la Granadella | masia        |         | 41° 21′ 13″ N, 0° 38′ 30″ E / 41.3535739293123°N,0.641534360417052°E |           |                     | Modifica les dades a Wikidata |
|        | Mas del Negret                         | la Granadella | masia        |         | 41° 24′ 23″ N, 0° 34′ 58″ E / 41.4065188369858°N,0.582724260237754°E |           |                     | Modifica les dades a Wikidata |
|        | Mas del Notari                         | la Granadella | masia        |         | 41° 21′ 54″ N, 0° 39′ 48″ E / 41.3651245282242°N,0.663354006380161°E |           |                     | Modifica les dades a Wikidata |
|        | Mas del Pajà                           | la Granadella | masia        |         | 41° 21′ 26″ N, 0° 37′ 43″ E / 41.3573266235089°N,0.628679894308962°E |           |                     | Modifica les dades a Wikidata |
|        | Mas del Paleta de la Palma             | la Granadella | masia        |         | 41° 21′ 45″ N, 0° 38′ 20″ E / 41.3625918606031°N,0.639008917485231°E |           |                     | Modifica les dades a Wikidata |
|        | Mas del Pantant                        | la Granadella | masia        |         | 41° 19′ 37″ N, 0° 35′ 50″ E / 41.3268447459113°N,0.597274778624609°E |           |                     | Modifica les dades a Wikidata |
|        | Mas del Panxut                         | la Granadella | masia        |         | 41° 21′ 58″ N, 0° 36′ 44″ E / 41.3660276364323°N,0.61216419146956°E  |           |                     | Modifica les dades a Wikidata |
|        | Mas del Parent                         | la Granadella | masia        |         | 41° 24′ 50″ N, 0° 39′ 15″ E / 41.413798703517°N,0.654167818058176°E  |           |                     | Modifica les dades a Wikidata |
|        | Mas del Pastisser                      | la Granadella | masia        |         | 41° 23′ 19″ N, 0° 41′ 55″ E / 41.388548848296°N,0.698537535185601°E  |           |                     | Modifica les dades a Wikidata |
|        | Mas del Pastoret                       | la Granadella | masia        |         | 41° 22′ 56″ N, 0° 37′ 47″ E / 41.382216991676°N,0.62976827367467°E   |           |                     | Modifica les dades a Wikidata |
|        | Mas del Patican                        | la Granadella | masia        |         | 41° 24′ 19″ N, 0° 38′ 09″ E / 41.4051467944196°N,0.635865283181165°E |           |                     | Modifica les dades a Wikidata |
|        | Mas del Paticant                       | la Granadella | masia        |         | 41° 19′ 11″ N, 0° 35′ 24″ E / 41.3197200917569°N,0.589938362999578°E |           |                     | Modifica les dades a Wikidata |
|        | Mas del Pau Pi                         | la Granadella | masia        |         | 41° 21′ 33″ N, 0° 38′ 06″ E / 41.3591224570887°N,0.634974310487287°E |           |                     | Modifica les dades a Wikidata |
|        | Mas del Pelot                          | la Granadella | masia        |         | 41° 22′ 57″ N, 0° 40′ 56″ E / 41.3824820635673°N,0.682129173294292°E |           |                     | Modifica les dades a Wikidata |
|        | Mas del Pere Biosca                    | la Granadella | masia        |         | 41° 22′ 33″ N, 0° 39′ 42″ E / 41.3757539924838°N,0.6616581270246°E   |           |                     | Modifica les dades a Wikidata |
|        | Mas del Pere Franc                     | la Granadella | masia        |         | 41° 21′ 22″ N, 0° 37′ 41″ E / 41.3559893463429°N,0.628035147092646°E |           |                     | Modifica les dades a Wikidata |
|        | Mas del Pere Àngel                     | la Granadella | masia        |         | 41° 21′ 27″ N, 0° 37′ 14″ E / 41.3575268866518°N,0.62049615098067°E  |           |                     | Modifica les dades a Wikidata |
|        | Mas del Pipante                        | la Granadella | masia        |         | 41° 19′ 41″ N, 0° 36′ 23″ E / 41.3279801372068°N,0.606373619154364°E |           |                     | Modifica les dades a Wikidata |
|        | Mas del Pomissol                       | la Granadella | masia        |         | 41° 21′ 24″ N, 0° 41′ 31″ E / 41.3566618142987°N,0.692083005248731°E |           |                     | Modifica les dades a Wikidata |
|        | Mas del Pucolí                         | la Granadella | masia        |         | 41° 20′ 23″ N, 0° 42′ 32″ E / 41.3396483854549°N,0.708769714094149°E |           |                     | Modifica les dades a Wikidata |
|        | Mas del Quando                         | la Granadella | masia        |         | 41° 21′ 36″ N, 0° 41′ 56″ E / 41.3599862817864°N,0.698875159817517°E |           |                     | Modifica les dades a Wikidata |
|        | Mas del Quico                          | la Granadella | masia        |         | 41° 22′ 08″ N, 0° 43′ 20″ E / 41.3689995042475°N,0.722278336777496°E |           |                     | Modifica les dades a Wikidata |
|        | Mas del Quico Sabateret                | la Granadella | masia        |         | 41° 21′ 45″ N, 0° 38′ 06″ E / 41.3624201355963°N,0.635034174366306°E |           |                     | Modifica les dades a Wikidata |
|        | Mas del Quico del Bepo                 | la Granadella | masia        |         | 41° 20′ 23″ N, 0° 41′ 52″ E / 41.3395922274712°N,0.697836789091339°E |           |                     | Modifica les dades a Wikidata |
|        | Mas del Quildo                         | la Granadella | masia        |         | 41° 23′ 14″ N, 0° 36′ 42″ E / 41.387246013706°N,0.6116466806098°E    |           |                     | Modifica les dades a Wikidata |
|        | Mas del Racó                           | la Granadella | masia        |         | 41° 22′ 58″ N, 0° 41′ 59″ E / 41.3828697935044°N,0.699646742342082°E |           |                     | Modifica les dades a Wikidata |
|        | Mas del Rafel de Pinyol                | la Granadella | masia        |         | 41° 23′ 05″ N, 0° 40′ 12″ E / 41.3847412070411°N,0.670018198871353°E |           |                     | Modifica les dades a Wikidata |
|        | Mas del Ramon de l'Aleix               | la Granadella | masia        |         | 41° 22′ 41″ N, 0° 37′ 37″ E / 41.377972961752°N,0.627080712789179°E  |           |                     | Modifica les dades a Wikidata |
|        | Mas del Ramon del Francès              | la Granadella | masia        |         | 41° 22′ 04″ N, 0° 36′ 35″ E / 41.3676502346359°N,0.609629994087051°E |           |                     | Modifica les dades a Wikidata |
|        | Mas del Ramonet de l'Aran              | la Granadella | masia        |         | 41° 23′ 50″ N, 0° 41′ 28″ E / 41.3971896585696°N,0.691067792276003°E |           |                     | Modifica les dades a Wikidata |
|        | Mas del Roc                            | la Granadella | masia        |         | 41° 22′ 42″ N, 0° 42′ 23″ E / 41.378367547655°N,0.70643713297103°E   |           |                     | Modifica les dades a Wikidata |
|        | Mas del Roca                           | la Granadella | masia        |         | 41° 21′ 07″ N, 0° 36′ 29″ E / 41.352047803164°N,0.60815326984722°E   |           |                     | Modifica les dades a Wikidata |
|        | Mas del Romaldo                        | la Granadella | masia        |         | 41° 20′ 07″ N, 0° 39′ 53″ E / 41.3354107587847°N,0.66465579080733°E  |           |                     | Modifica les dades a Wikidata |
|        | Mas del Romeu                          | la Granadella | masia        |         | 41° 22′ 09″ N, 0° 41′ 59″ E / 41.3691254233457°N,0.699640998308213°E |           |                     | Modifica les dades a Wikidata |
|        | Mas del Ros                            | la Granadella | masia        |         | 41° 21′ 24″ N, 0° 37′ 00″ E / 41.3566550163601°N,0.616666865584978°E |           |                     | Modifica les dades a Wikidata |
|        | Mas del Ros de la Carme                | la Granadella | masia        |         | 41° 20′ 29″ N, 0° 42′ 23″ E / 41.3412829234163°N,0.706274386686333°E |           |                     | Modifica les dades a Wikidata |
|        | Mas del Sabater                        | la Granadella | masia        |         | 41° 20′ 08″ N, 0° 36′ 15″ E / 41.3356142415637°N,0.604038625425381°E |           |                     | Modifica les dades a Wikidata |
|        | Mas del Sabateret                      | la Granadella | masia        |         | 41° 21′ 10″ N, 0° 37′ 33″ E / 41.3529107776351°N,0.625935649068696°E |           |                     | Modifica les dades a Wikidata |
|        | Mas del Saltor                         | la Granadella | masia        |         | 41° 22′ 39″ N, 0° 38′ 54″ E / 41.3776355687853°N,0.648365565529865°E |           |                     | Modifica les dades a Wikidata |
|        | Mas del Salvador Pedrol                | la Granadella | masia        |         | 41° 22′ 23″ N, 0° 37′ 10″ E / 41.3730792729949°N,0.619522639784772°E |           |                     | Modifica les dades a Wikidata |
|        | Mas del Samsó                          | la Granadella | masia        |         | 41° 22′ 38″ N, 0° 35′ 49″ E / 41.3773562777187°N,0.596946255463674°E |           |                     | Modifica les dades a Wikidata |
|        | Mas del Sastre                         | la Granadella | masia        |         | 41° 20′ 39″ N, 0° 41′ 57″ E / 41.3442918803664°N,0.699093418327898°E |           |                     | Modifica les dades a Wikidata |
|        | Mas del Sebastià                       | la Granadella | masia        |         | 41° 24′ 39″ N, 0° 39′ 28″ E / 41.4108032831906°N,0.657888679212217°E |           |                     | Modifica les dades a Wikidata |
|        | Mas del Sec                            | la Granadella | masia        |         | 41° 23′ 03″ N, 0° 36′ 45″ E / 41.3841998556816°N,0.612443878272104°E |           |                     | Modifica les dades a Wikidata |
|        | Mas del Seiti                          | la Granadella | masia        |         | 41° 21′ 11″ N, 0° 37′ 10″ E / 41.353037729027°N,0.619440512007297°E  |           |                     | Modifica les dades a Wikidata |
|        | Mas del Senos                          | la Granadella | masia        |         | 41° 23′ 23″ N, 0° 36′ 49″ E / 41.3897987590575°N,0.613590389239723°E |           |                     | Modifica les dades a Wikidata |
|        | Mas del Serenet                        | la Granadella | masia        |         | 41° 22′ 20″ N, 0° 43′ 07″ E / 41.372304935249°N,0.71860680040143°E   |           |                     | Modifica les dades a Wikidata |
|        | Mas del Seró                           | la Granadella | masia        |         | 41° 24′ 35″ N, 0° 39′ 53″ E / 41.409744612355°N,0.664733971019795°E  |           |                     | Modifica les dades a Wikidata |
|        | Mas del Silet                          | la Granadella | masia        |         | 41° 23′ 30″ N, 0° 41′ 38″ E / 41.3916863563478°N,0.693750365063205°E |           |                     | Modifica les dades a Wikidata |
|        | Mas del Solà de les Tapiades del Macià | la Granadella | masia        |         | 41° 22′ 59″ N, 0° 39′ 14″ E / 41.3831254992905°N,0.653895863341608°E |           |                     | Modifica les dades a Wikidata |
|        | Mas del Sopero                         | la Granadella | masia        |         | 41° 20′ 58″ N, 0° 36′ 25″ E / 41.349323041392°N,0.60705783037339°E   |           |                     | Modifica les dades a Wikidata |
|        | Mas del Tamarit                        | la Granadella | masia        |         | 41° 24′ 34″ N, 0° 38′ 58″ E / 41.4095491183864°N,0.649391819038596°E |           |                     | Modifica les dades a Wikidata |
|        | Mas del Teodoro                        | la Granadella | masia        |         | 41° 24′ 14″ N, 0° 39′ 06″ E / 41.4039291418449°N,0.651604166280393°E |           |                     | Modifica les dades a Wikidata |
|        | Mas del Teuler                         | la Granadella | masia        |         | 41° 22′ 46″ N, 0° 37′ 56″ E / 41.379566267286°N,0.63225614139201°E   |           |                     | Modifica les dades a Wikidata |
|        | Mas del Ton Magí                       | la Granadella | masia        |         | 41° 24′ 13″ N, 0° 40′ 04″ E / 41.4036078472685°N,0.667681243648712°E |           |                     | Modifica les dades a Wikidata |
|        | Mas del Tonet                          | la Granadella | masia        |         | 41° 20′ 33″ N, 0° 43′ 02″ E / 41.3423752446036°N,0.717267016639785°E |           |                     | Modifica les dades a Wikidata |
|        | Mas del Toni                           | la Granadella | masia        |         | 41° 21′ 42″ N, 0° 38′ 38″ E / 41.3616188427378°N,0.643825974565888°E |           |                     | Modifica les dades a Wikidata |
|        | Mas del Tort                           | la Granadella | masia        |         | 41° 25′ 15″ N, 0° 41′ 37″ E / 41.4208083956413°N,0.6934736419565°E   |           |                     | Modifica les dades a Wikidata |
|        | Mas del Triquell                       | la Granadella | masia        |         | 41° 21′ 36″ N, 0° 38′ 58″ E / 41.3600030193805°N,0.649371347859821°E |           |                     | Modifica les dades a Wikidata |
|        | Mas del Trudos                         | la Granadella | masia        |         | 41° 22′ 55″ N, 0° 39′ 18″ E / 41.381831429643°N,0.65489464085928°E   |           |                     | Modifica les dades a Wikidata |
|        | Mas del Vicent                         | la Granadella | masia        |         | 41° 22′ 24″ N, 0° 39′ 22″ E / 41.3732638974737°N,0.656139598723284°E |           |                     | Modifica les dades a Wikidata |
|        | Mas del Vilà                           | la Granadella | masia        |         | 41° 22′ 02″ N, 0° 41′ 46″ E / 41.3670930384478°N,0.696197634690367°E |           |                     | Modifica les dades a Wikidata |
|        | Mas del Xapandano                      | la Granadella | masia        |         | 41° 21′ 54″ N, 0° 37′ 40″ E / 41.3651002403238°N,0.627847587176031°E |           |                     | Modifica les dades a Wikidata |
|        | Mas del Xipilla                        | la Granadella | masia        |         | 41° 21′ 35″ N, 0° 36′ 56″ E / 41.3596066522031°N,0.615674507915199°E |           |                     | Modifica les dades a Wikidata |
|        | Mas dels Mitgers                       | la Granadella | masia        |         | 41° 22′ 19″ N, 0° 37′ 52″ E / 41.3719648774061°N,0.63098179619916°E  |           |                     | Modifica les dades a Wikidata |
|        | Maset de Barrull                       | la Granadella | masia        |         | 41° 22′ 26″ N, 0° 36′ 43″ E / 41.374022204972°N,0.612003212033799°E  |           |                     | Modifica les dades a Wikidata |
|        | Maset de la Maria del Negre            | la Granadella | masia        |         | 41° 23′ 10″ N, 0° 40′ 19″ E / 41.3861939237934°N,0.671927621486422°E |           |                     | Modifica les dades a Wikidata |
|        | Maset del Barrull                      | la Granadella | masia        |         | 41° 23′ 00″ N, 0° 39′ 45″ E / 41.3834072349277°N,0.662424235041212°E |           |                     | Modifica les dades a Wikidata |
|        | Maset del Batista del Sec              | la Granadella | masia        |         | 41° 23′ 05″ N, 0° 37′ 01″ E / 41.3846418099324°N,0.616816607019908°E |           |                     | Modifica les dades a Wikidata |
|        | Maset del Cristòfol                    | la Granadella | masia        |         | 41° 22′ 52″ N, 0° 40′ 08″ E / 41.3810274061648°N,0.668978922029861°E |           |                     | Modifica les dades a Wikidata |
|        | Maset del Ferrer                       | la Granadella | masia        |         | 41° 20′ 26″ N, 0° 42′ 43″ E / 41.3406564298205°N,0.711901354971188°E |           |                     | Modifica les dades a Wikidata |
|        | Maset del Manel                        | la Granadella | masia        |         | 41° 22′ 58″ N, 0° 41′ 47″ E / 41.3828653442575°N,0.696274565010092°E |           |                     | Modifica les dades a Wikidata |
|        | Maset del Marian de la Pobla           | la Granadella | masia        |         | 41° 20′ 19″ N, 0° 42′ 23″ E / 41.3386299267012°N,0.706475072977552°E |           |                     | Modifica les dades a Wikidata |
|        | Maset del Pere Beà                     | la Granadella | masia        |         | 41° 22′ 44″ N, 0° 40′ 24″ E / 41.3788739481283°N,0.673384606170415°E |           |                     | Modifica les dades a Wikidata |
|        | Maset del Tender                       | la Granadella | masia        |         | 41° 23′ 45″ N, 0° 40′ 10″ E / 41.3958870797095°N,0.66935684844344°E  |           |                     | Modifica les dades a Wikidata |
|        | Maset del Xorron                       | la Granadella | masia        |         | 41° 24′ 22″ N, 0° 39′ 59″ E / 41.4062038449031°N,0.666451887501766°E |           |                     | Modifica les dades a Wikidata |

## muntanya
| imatge | Nom                 | Ubicat a                           | instància de | Detalls | coordenades                                                     | Protecció | Commons (més fotos) | Dades a WD                    |
| ------ | ------------------- | ---------------------------------- | ------------ | ------- | --------------------------------------------------------------- | --------- | ------------------- | ----------------------------- |
|        | Los Llangossets     | la Granadella                      | muntanya     |         | 41° 21′ 01″ N, 0° 37′ 33″ E / 41.3502°N,0.625889°E 518.3 msnm   |           |                     | Modifica les dades a Wikidata |
|        | Punta de la Tossa   | la Granadella                      | muntanya     |         | 41° 19′ 14″ N, 0° 34′ 56″ E / 41.3205°N,0.58211111°E 377.5 msnm |           |                     | Modifica les dades a Wikidata |
|        | Punta dels Aranyons | la Granadella                      | muntanya     |         | 41° 22′ 34″ N, 0° 41′ 58″ E / 41.3762°N,0.699406°E 501.7 msnm   |           |                     | Modifica les dades a Wikidata |
|        | Punta dels Sabaters | el Soleràs la Granadella els Torms | muntanya     |         | 41° 23′ 52″ N, 0° 41′ 33″ E / 41.3979°N,0.692444°E 530.9 msnm   |           |                     | Modifica les dades a Wikidata |
|        | Punta dels Vedats   | la Granadella                      | muntanya     |         | 41° 22′ 56″ N, 0° 41′ 42″ E / 41.382125°N,0.69513056°E 526 msnm |           |                     | Modifica les dades a Wikidata |

## pou
| imatge | Nom              | Ubicat a      | instància de | Detalls                                  | coordenades                                                                        | Protecció                                  | Commons (més fotos) | Dades a WD                    |
| ------ | ---------------- | ------------- | ------------ | ---------------------------------------- | ---------------------------------------------------------------------------------- | ------------------------------------------ | ------------------- | ----------------------------- |
|        | Pou de la Cometa | la Granadella | pou          | Estil: arquitectura barroca 18th century | 41° 21′ 14″ N, 0° 39′ 52″ E / 41.35395°N,0.66447°E ca:C. Pou de la cometa 516 msnm | bé integrant del patrimoni cultural català | Pou de la Cometa    | Modifica les dades a Wikidata |
|        | Pou de la Vila   | la Granadella | pou          | Estil: arquitectura popular              | 41° 21′ 46″ N, 0° 40′ 11″ E / 41.36272°N,0.66966°E                                 | bé integrant del patrimoni cultural català |                     | Modifica les dades a Wikidata |

## serra
| imatge | Nom                        | Ubicat a                                    | instància de | Detalls | coordenades                                                         | Protecció | Commons (més fotos) | Dades a WD                    |
| ------ | -------------------------- | ------------------------------------------- | ------------ | ------- | ------------------------------------------------------------------- | --------- | ------------------- | ----------------------------- |
|        | Serrall de les Rotes       | Bellaguarda la Granadella                   | serra        |         | 41° 21′ 03″ N, 0° 43′ 36″ E / 41.3507°N,0.726722°E 555.2 msnm       |           |                     | Modifica les dades a Wikidata |
|        | serra de Matalescabres     | Bovera la Granadella                        | serra        |         | 41° 19′ 39″ N, 0° 36′ 32″ E / 41.32743333°N,0.60895°E 427.7 msnm    |           |                     | Modifica les dades a Wikidata |
|        | serra de Torroja           | la Granadella                               | serra        |         | 41° 21′ 30″ N, 0° 41′ 42″ E / 41.35844444°N,0.69488889°E 527.2 msnm |           |                     | Modifica les dades a Wikidata |
|        | serra de les Monclues      | la Granadella                               | serra        |         | 41° 22′ 18″ N, 0° 36′ 09″ E / 41.37152778°N,0.60238889°E 481.1 msnm |           |                     | Modifica les dades a Wikidata |
|        | serra del Mas de l'Estopar | la Granadella Torrebesses                   | serra        |         | 41° 24′ 53″ N, 0° 38′ 13″ E / 41.4148°N,0.636972°E 342.9 msnm       |           |                     | Modifica les dades a Wikidata |
|        | serrall de les Aubagues    | Bellaguarda la Granadella Juncosa els Torms | serra        |         | 41° 22′ 11″ N, 0° 44′ 04″ E / 41.3696°N,0.734528°E 595.4 msnm       |           |                     | Modifica les dades a Wikidata |
|        | serrall de les Torres      | la Granadella                               | serra        |         | 41° 23′ 30″ N, 0° 40′ 36″ E / 41.3917°N,0.676694°E 460.9 msnm       |           |                     | Modifica les dades a Wikidata |

## vèrtex geodèsic
| imatge | Nom         | Ubicat a      | instància de    | Detalls   | coordenades                                                       | Protecció | Commons (més fotos) | Dades a WD                    |
| ------ | ----------- | ------------- | --------------- | --------- | ----------------------------------------------------------------- | --------- | ------------------- | ----------------------------- |
|        | Carbonella  | la Granadella | vèrtex geodèsic | Alt: 1.2m | 41° 23′ 22″ N, 0° 36′ 23″ E / 41.389518°N,0.606293°E 471.887 msnm |           |                     | Modifica les dades a Wikidata |
|        | Escorres    | la Granadella | vèrtex geodèsic | Alt: 1.2m | 41° 23′ 13″ N, 0° 36′ 09″ E / 41.386916°N,0.602442°E 465.153 msnm |           |                     | Modifica les dades a Wikidata |
|        | Fonts       | la Granadella | vèrtex geodèsic | Alt: 1.2m | 41° 21′ 00″ N, 0° 41′ 10″ E / 41.350118°N,0.686206°E 562.506 msnm |           |                     | Modifica les dades a Wikidata |
|        | Jesusets    | la Granadella | vèrtex geodèsic | Alt: 1.2m | 41° 21′ 06″ N, 0° 39′ 07″ E / 41.351796°N,0.651921°E 547.068 msnm |           |                     | Modifica les dades a Wikidata |
|        | Los Masos   | la Granadella | vèrtex geodèsic | Alt: 1.2m | 41° 21′ 00″ N, 0° 37′ 34″ E / 41.350033°N,0.626005°E 519.619 msnm |           |                     | Modifica les dades a Wikidata |
|        | San Antonio | la Granadella | vèrtex geodèsic | Alt: 1.2m | 41° 21′ 45″ N, 0° 40′ 24″ E / 41.362622°N,0.673354°E 558.233 msnm |           |                     | Modifica les dades a Wikidata |

## Misc
| imatge | Nom                                | Ubicat a                              | instància de                                   | Detalls                                      | coordenades | Protecció                                            | Commons (més fotos) | Dades a WD                    |
| ------ | ---------------------------------- | ------------------------------------- | ---------------------------------------------- | -------------------------------------------- | --- | ---------------------------------------------------- | ------------------- | ----------------------------- |
|        | casa consistorial de la Granadella | la Granadella                         | casa consistorial                              |                                              | 41° 21′ 21″ N, 0° 39′ 52″ E / 41.3557485°N,0.6644796°E                                                                |                                                      |                     | Modifica les dades a Wikidata |
|        | castell de la Granadella           | la Granadella                         | castell                                        | Estil: arquitectura romànica 13rd century    | 41° 21′ 27″ N, 0° 39′ 46″ E / 41.3575638889°N,0.662802777778°E ca:Al nord-oest del nucli urbà, la Granadella 541 msnm | bé d'interès cultural bé cultural d'interès nacional |                     | Modifica les dades a Wikidata |
|        | la Granadella                      | la Granadella                         | entitat singular de població capital municipal | 762 hab                                      | 41° 21′ 00″ N, 0° 40′ 00″ E / 41.35°N,0.66667°E 525 msnm                                                              |                                                      |                     | Modifica les dades a Wikidata |
|        | riu de la Cana                     | Bellaguarda la Granadella Bovera Flix | curs d'aigua                                   | Desemboca: Ebre Llarg: 20.5km Conca: 81.1km² | 41° 19′ 24″ N, 0° 44′ 41″ E / 41.323411°N,0.744755°E 41° 14′ 45″ N, 0° 33′ 29″ E / 41.245857°N,0.558094°E             |                                                      | Cana River          | Modifica les dades a Wikidata |